# Abraham

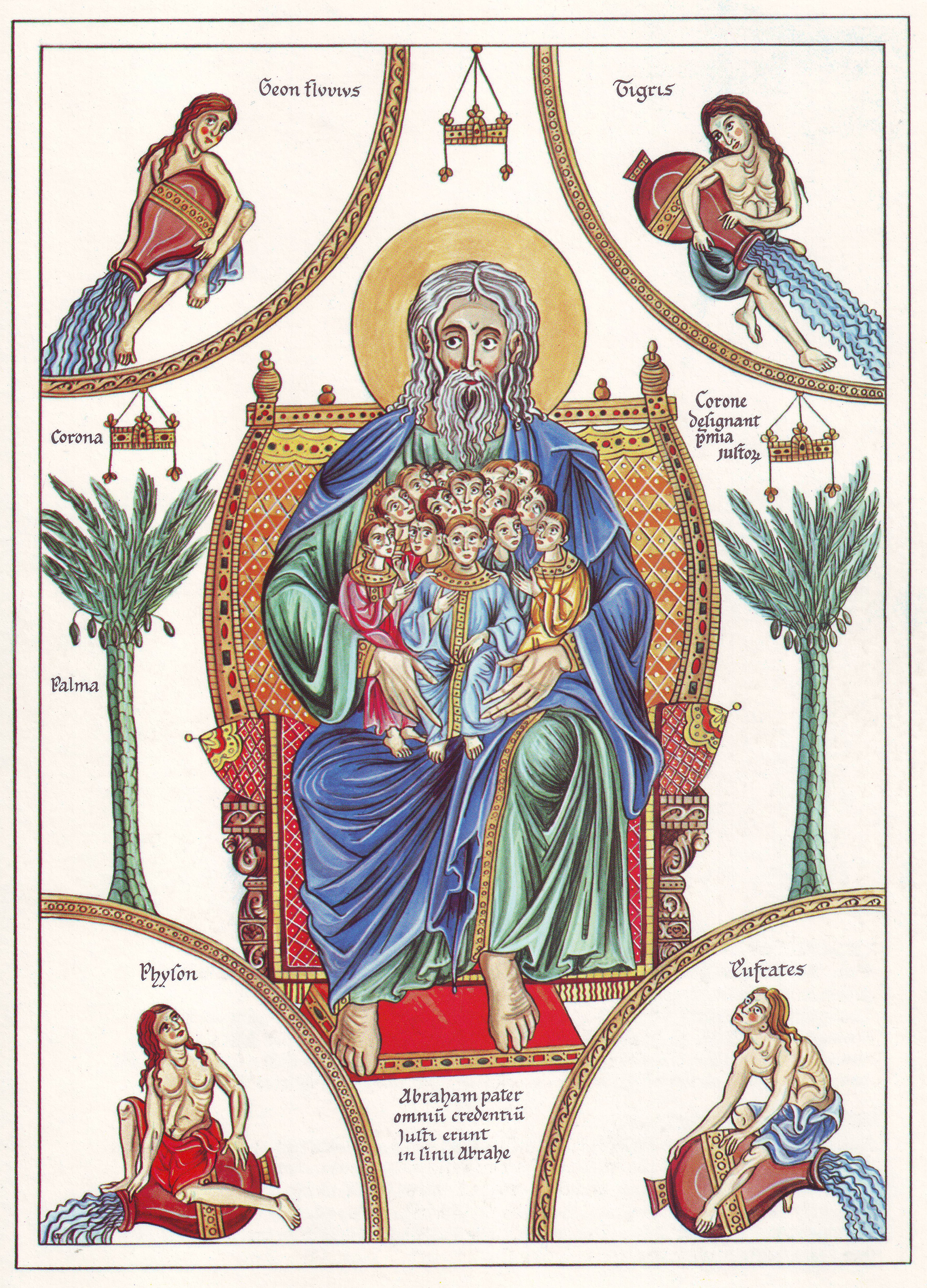
Der Schoß Abrahams – Darstellung aus dem Hortus Deliciarum der Herrad von Landsberg (12. Jahrhundert)

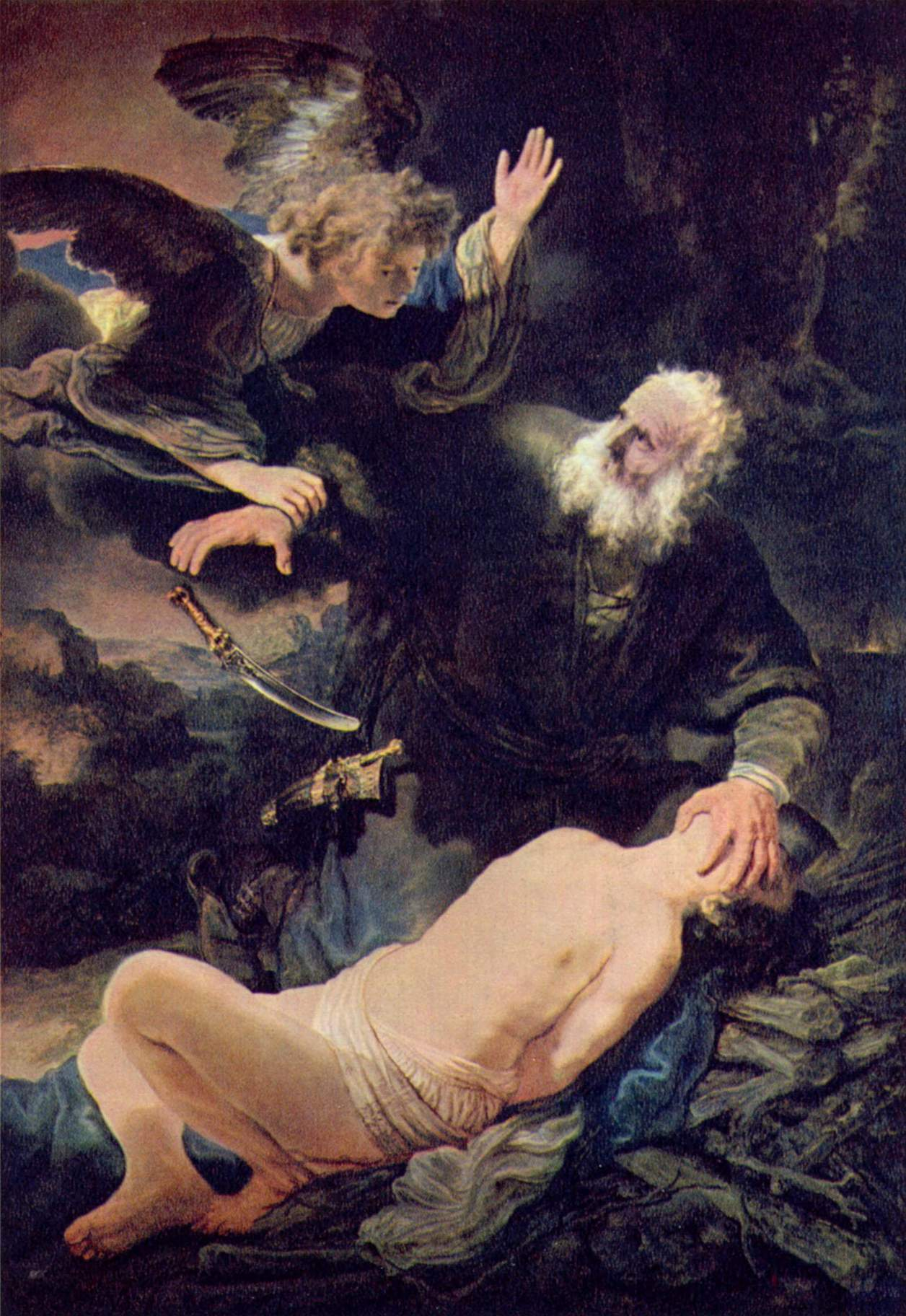
Rembrandt: „Der Engel verhindert die Opferung Isaaks“

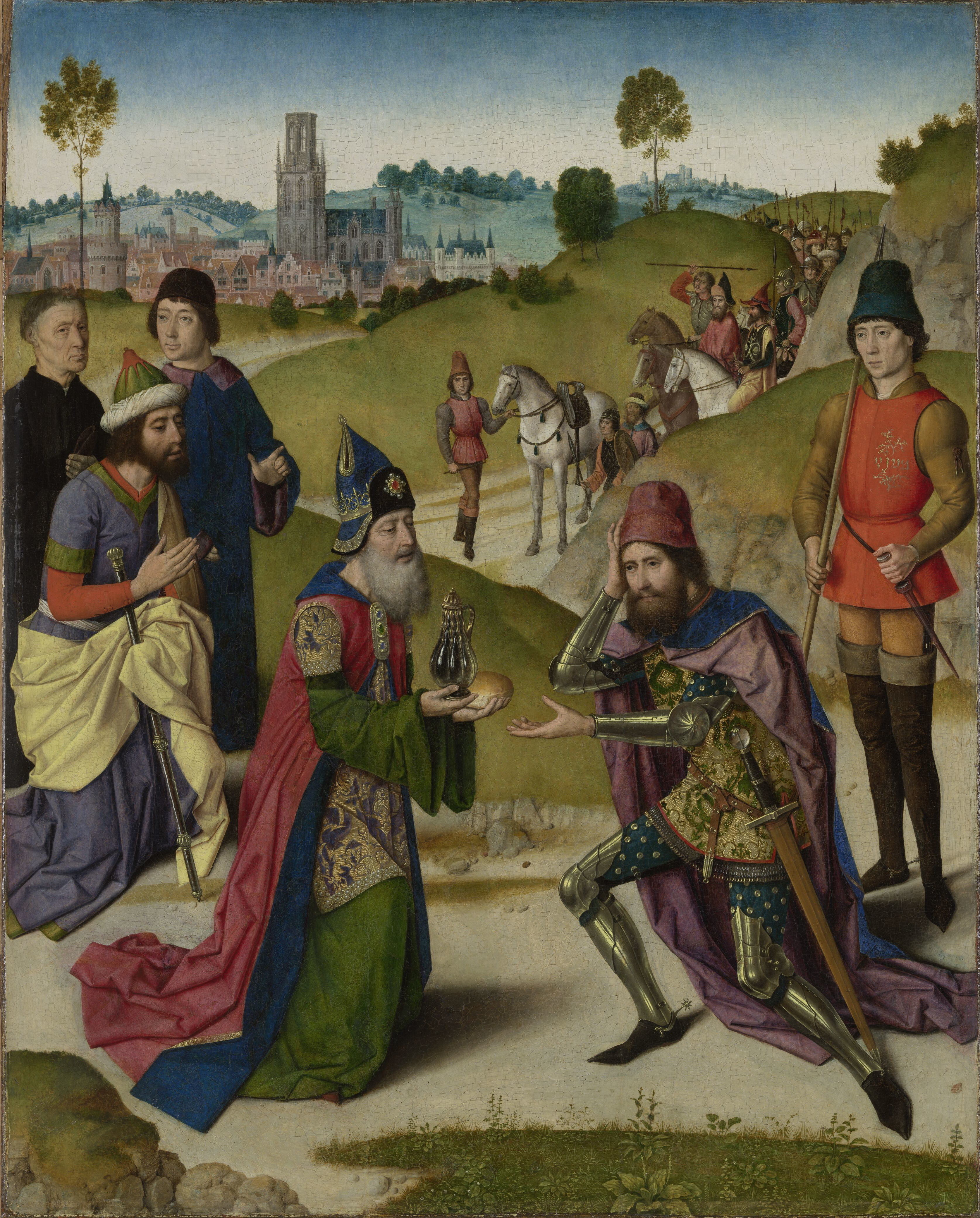
Treffen Abrahams und Melchisedeks, Ölgemälde von Dierick Bouts

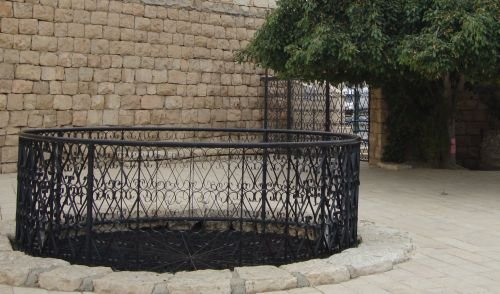
Abrahams Quelle in Be’er Scheva

Abraham (hebräisch אֲבִירָם / אַבְרָהָם Avraham / Aviram volksetymologisch: „Vater der vielen [Völker]“ [Genesis 17,4 f.] von אַבְרָם Avram „(Der) Vater ist erhaben“, aramäisch ܐܒܪܗܡ Abrohom, altjiddisch Awroham, arabisch إبرَاهِيم Ibrāhīm) ist nach dem biblischen Buch Genesis (Gen 12–25 ) zusammen mit seinem Sohn Isaak und seinem Enkel Jakob der erste der drei Erzväter des Volkes Israel. Er nimmt eine zentrale Stellung im Tanach oder Alten Testament ein, da laut dieser Überlieferung über Abrahams Enkel Jakob – dem Gott später auch den Namen Israel gibt – die Zwölf Stämme Israels und damit auch Jesus von Nazareth von ihm abstammen. Im Islam wiederum gelten Abraham und sein Sohn Ismael als Stammväter der Araber und damit als Vorfahren des Propheten Mohammed. Zudem wird Abraham von den Bahai als Vorfahr ihres Religionsstifters Bahāʾullāhs angesehen.
Da sich sowohl Judentum, Christentum als auch Islam auf Abraham als ihren Stammvater beziehen, werden sie auch als die drei abrahamitischen Religionen bezeichnet.

## Abraham im Tanach
| Noach       |  |  |  |  |  |
|             |  |  |  |  |  |
| Sem         |  |  |  |  |  |
|             |  |  |  |  |  |
| Arpachschad |  |  |  |  |  |
|             |  |  |  |  |  |
| Schelach    |  |  |  |  |  |
|             |  |  |  |  |  |
| Eber        |  |  |  |  |  |
|             |  |  |  |  |  |
| Peleg       |  |  |  |  |  |
|             |  |  |  |  |  |
| Regu        |  |  |  |  |  |
|             |  |  |  |  |  |
| Serug       |  |  |  |  |  |
|             |  |  |  |  |  |
| Nahor       |  |  |  |  |  |
|             |  |  |  |  |  |
| Terach      |  |  |  |  |  |
|             |  |  |  |  |  |
| Abram       |  |  |  |  |  |

Gen 10,1 ,

Gen 11,10–26 
In der Tora (Weisung, Lehre) des Tanach (Jüdische Bibel) wird im 1. Buch Mose (Buch Genesis, Gen 11,27 –25,10 ) die Geschichte Abrahams erzählt.
Die Abrahamserzählung ist durchzogen von Verheißungen, an einer Stelle auch als Schwur bekräftigt (22,16). Die wichtigsten Verheißungen sind die folgenden:
1. Mehrung (12,2; 13,16: wie Staub; 15,5: wie Sterne; 16,10; 17,2.4) und Nachkommenschaft (15,4)
2. Segen (12,2) und Segensmittlerschaft (12,3)
3. großer Name (12,2)
4. Land (12,7; 13,15.17; 15,7.18), auch im Bild vom „Ausliefern der Bedrücker“ (14,20) oder vom „Tor der Feinde“ (22,17)
5. Gott als sein Schild und großer Lohn (15,1)
6. Bund (15,18; 17,2)
7. Mit-Sein Gottes/Bundesformel (17,7–8)

Abra(ha)m der Hebräer wird außerhalb von Genesis 12–50 44-mal erwähnt, meist formelhaft in Verbindung mit Isaak und Jakob. In den Nevi’im (Propheten) gibt es elf Belege (Jos 24,2.3; 1.Kön 18,36; 2.Kön 13,23; Jes 29,22; 41,8; 51,2; 63,16; Jer 33,26; Ez 33,24; Mi 7,20). In den Ketuvim (Schriften) kommt er in Ps 47,10 und Ps 105, in Neh 9,7 sowie mehrfach in der Chronik vor.

### Biografische Eckdaten
Zunächst ein Überblick mit biografischen Eckdaten Abrahams, wie sie die Texte enthalten: Die Zuordnung der ersten Altersangaben sind mit Schwierigkeiten verbunden, da die Texte nicht ganz eindeutig sind (man kann entweder von Variante A oder Variante B ausgehen). Keith N. Grüneberg stellt beide Varianten vor und entschließt sich aufgrund der folgenden Argumente für Variante A:
- Wenn Terach erst mit 130 Jahren Abram gezeugt hätte, lässt sich schwerer erklären, warum Abraham selbst es kaum glauben kann, mit 100 Jahren noch ein Kind zu bekommen (Gen 17,17 EU).
- Wenn Terach immer noch am Leben ist zu dem Zeitpunkt, an dem Abraham von Haran (wohl Harran) auszieht, dann erklärt sich das Fehlen der Toledot-Formel in Gen 12 EU, weil Terach immer noch Familienhaupt ist.

Andererseits bezeugt die Bibel (Apostelgeschichte 7,4 ), dass Abraham Haran erst nach dem Tod seines Vaters verlassen habe. Somit kann er frühestens 75 Jahre vor dem Tod Terachs geboren sein. Daraus würde eine Bestätigung der Variante B erwachsen.
| Alter | Ereignisse | Stelle in Genesis |
| ----- | --- | ----------------- |
| 0     | Variante A: der 70-jährige Terach zeugt Abram und seine Brüder Nahor und Haran | 11,26             |
| 0     | Variante B: Der 130-jährige Terach zeugt Abram (dieses Alter Terachs ergibt sich, wenn das Alter Abrams beim Auszug aus Haran vom Alter seines Vaters abgezogen wird, der ja gemäß der Apostelgeschichte gestorben war, als Abram auszog.) | 11,32 12,4        |
| 75    | Variante B: Abrams 205-jähriger Vater Terach stirbt, woraufhin Abraham wegen des göttlichen Befehls von Haran auszieht | 11,32 12,4        |
| 75    | Variante A: Abram zieht wegen des göttlichen Befehls aus Haran aus, noch bevor Terach stirbt (hier wird einer angenommenen Chronologie der Zeugung der drei Söhne Terachs in 11,26 mehr vertraut als der Versfolge von 11,32 und 12,4, die dann nicht als chronologischen Ablauf aufgefasst wird). Terachs Alter lässt sich dann auf 145 berechnen. Die Apostelgeschichte bleibt bei dieser Annahme jedoch unberücksichtigt.         | 11,32 12,4        |
| 135   | Variante A: Abrams 205-jähriger Vater Terach stirbt (das Alter Abrahams von 135 Jahren ergibt sich, wenn 11,26 und 11,32 kombiniert werden) | 11,32             |
| 85    | Sarai gibt Abram ihre Dienerin Hagar zur Frau | 16,3              |
| 86    | Ismael kommt als Sohn Hagars und Abrams zur Welt | 16,16             |
| 99    | Abram wird in Abraham und Sarai in Sara umbenannt und sie bekommen eine Sohnesverheißung (17,16 ), wobei Abraham nicht glaubt, dass er mit 100 Jahren einen Sohn von einer 90-jährigen Frau bekommt (17,17 ). Gott wiederholt seine Sohnesverheißung und weist Abraham an, den angekündigten Sohn Isaak zu nennen (17,19 ). Mit 99 Jahren beschneidet Abraham seine Vorhaut und die Vorhäute aller Männer in seinem Haus.(17,24-27 ) | 17                |
| 100   | Isaak kommt als Sohn Saras und Abrahams zur Welt | 21,5              |
| 137   | Wenn Saras Tod im Alter von 127 Jahren nach der Bindung Isaaks ist, dann kann Isaak bei seiner Bindung höchstens 37 Jahre alt gewesen sein. | 23,1              |
|       | Abraham nimmt Ketura zur Frau. Sie bringt Simran, Jokschan, Medan, Midian, Jischbak und Schuach zur Welt. | 25,1f             |
|       | Abraham gibt Isaak all sein Hab und Gut. Den Söhnen seiner Nebenfrauen macht er Geschenke und schickt sie „weit weg von seinem Isaak nach Osten, ins Morgenland“. | 25,5f             |
| 175   | Abraham stirbt in glücklichem Alter, betagt und lebenssatt | 25,7f             |

### Geografische Stationen

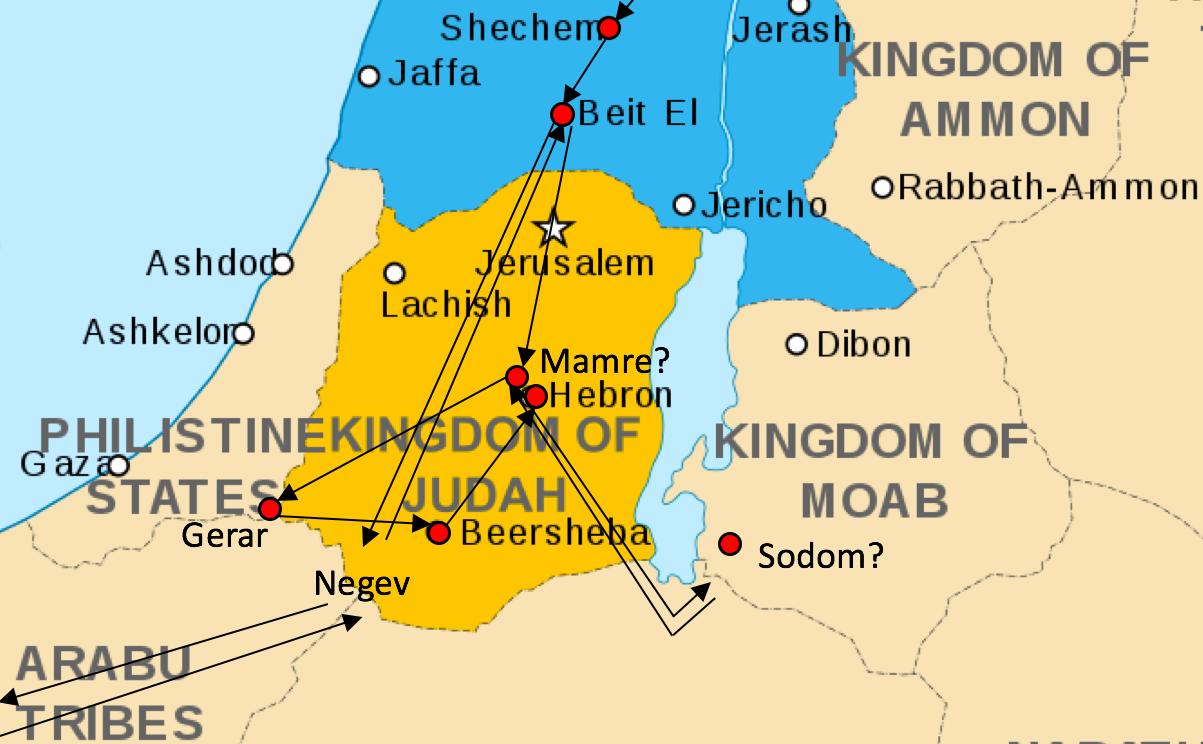
Abrahams wichtigste Stationen (eingezeichnet in eine Karte vom 9. Jh. v. Chr.)

Die Texte aus Gen 11–25 nennen folgende wichtige Stationen: Abraham kommt aus Ur in Chaldäa über das nördlich gelegene Haran (11,31) Richtung Süden nach Sichem (Gen 12,6), baut dort einen Altar, und zieht dann an einen Ort bei Bethel (Gen 12,8: östlich von Bethel und westlich von Ai). Nachdem er weiter ins Südland gezogen ist (Gen 12,9), geht er wegen einer Hungersnot nach Ägypten (Gen 12,10). Danach kehrt er wieder ins Negev-Gebiet (Gen 13,1) und nach Bethel (Gen 13,3) zurück. In Anschluss an die Landverheißung baut Abraham in Mamre bei Hebron einen Altar (Gen 13,18). Die kriegerischen Auseinandersetzungen in Gen 14 führen Abraham an verschiedene Orte, unter anderem hoch in den Norden nach Dan (Gen 14,14), auf die nicht näher eingegangen wird. Es folgen einige Erzählungen ohne genauere Ortsangaben, bis in Gen 18,1 Adonai dem Abraham in Mamre erscheint. Von dort aus begleitet Abraham die Männer Richtung Sodom (Gen 18,16). Er kehrt nach der Diskussion wieder „an seinen Ort“ zurück (Gen 18,33), wobei er am nächsten Morgen wieder an die Stelle geht, wo er mit Adonai gesprochen hat, um den Untergang von Sodom und Gomorra zu sehen (Gen 18,27f). In Gen 20,1 bricht Abraham wieder ins Südland auf, wo er in Gerar als Fremder wohnt. Abimelech stellt es Abraham frei, sich irgendwo in seinem Gebiet niederzulassen (Gen 20,15). Abraham entscheidet sich für Beerscheba, was daran deutlich wird, dass Hagar nach ihrer Vertreibung dort umherirrt (Gen 21,14) und Abraham einen Tamariskenbaum zur Anbetung Gottes pflanzt, der in Beerscheba lokalisiert wird (Gen 21,33). Außerdem kehren Abraham und seine Diener nach der Bindung Isaaks am Berg Moria (dieser Berg wird in der Genesis nicht näher lokalisiert; 2Chr 3,1 identifiziert den Ort mit Jerusalem) dorthin zurück (Gen 22,19). Dann stirbt Sara in Hebron im Alter von 127 Jahren (Gen 23,1) und wird dort in der Nähe (östlich von Mamre/Hebron) in Machpela begraben (Gen 23,19). In derselben Höhle wird auch Abraham nach seinem Tod im Alter von 175 Jahren von Isaak und Ismael begraben (Gen 25,9).
Der geografische Aufbau gliedert also zusammenfassend den Erzählzyklus wie folgt in drei Teile:
1. Teil (Gen 11,27 – 19,38 + 21,1–7): Abraham und Lot ziehen von Ur-Kasdim nach Hebron (13,18; 18) und Sodom (13,12; 19). In diese Abraham-Lot-Erzählung sind die Kapitel 14–17 eingeschoben, die andere Themen und Interessen haben.
2. Teil (Gen 20,1 – 22,19): Abraham hält sich in Gerar und Beerscheba auf. Dubletten sind in Gen 12 und 26 zu finden. Die Geburt Isaaks unterbricht die beiden Episoden von Abraham in Gerar. Mit Moria (Gen 22) ist ähnlich wie schon mit Salem (Gen 14) eine Anspielung auf Jerusalem gegeben.
3. Teil (Gen 22,20 – 25,11): Die letzte Station der Erzeltern ist die Rückkehr nach Hebron. Hier wird von Tod und Begräbnis berichtet (23; 25,7–11), wodurch die Erzählungen von Abraham und Sara abgeschlossen werden. Durch die Liste der Nahoriden (22,20–24) und Gen 24 kommt mit Isaak schon die nächste Generation in den Blick.

### Gen 11–12
Abrahams Vater Terach zieht aus der Stadt Ur in Chaldäa – dem Süden des heutigen Irak – nach Haran (bei Edessa) in der heutigen Türkei, um dort zu wohnen. Er nimmt seinen Sohn Abraham und seinen Neffen Lot – dessen Vater Haran bereits verstorben ist – sowie Abrahams Frau Sarai mit. Ob auch Abrahams zweitjüngster Bruder Nahor diese Reise antritt, bleibt im Buch Genesis unklar. In Haran stirbt Terach, und Abraham wird von Gott aufgefordert, in ein Land zu ziehen, das er ihm zeigen wird. Seine Nachkommen werden zahlreich sein, und er wird ein Segen für alle Völker werden. Im Alter von fünfundsiebzig Jahren zieht Abraham mit seiner Frau Sarai und seinem Neffen Lot nach Kanaan. Den Besitz und die Leute, die sie in Haran erworben hatten, nehmen sie mit.
Als über das Land eine Hungersnot kommt, zieht Abraham mit seiner Sippe nach Ägypten. Weil seine Frau Sarai sehr schön ist und er befürchtet, dass die Ägypter ihn deshalb töten werden, gibt er sie als seine Schwester aus – was insofern auch stimmt, als sie seine Halbschwester ist (Gen 20,12 ). Kaum ist Abrahams Sippe in Ägypten angekommen, erfährt der Pharao von der schönen Frau und lässt sie holen. Ihrem vermeintlichen Bruder macht er große Geschenke. Als Gott daraufhin anfängt, den Pharao und sein Haus zu bestrafen, lässt dieser Abraham zu sich kommen und hält ihm seine Lüge vor. Er gibt ihm seine Frau zurück und lässt ihn mit allem, was ihm gehört, fortgeleiten (Gen 12 ). Von einer Rückgabe der Geschenke steht in der Bibel nichts geschrieben. Im nächsten Kapitel wird jedoch erwähnt, dass Abraham reich ist (Gen 13,2 ).

### Gen 13–14
Abram und Lot besitzen viele Schafe und Rinder, und zwischen ihren Hirten kommt es zum Streit. Deshalb trennen sich Abram und Lot. Abram lässt dabei Lot den Vortritt, zu wählen, wohin er ziehen möchte. Während Lot in das wasserreiche Jordantal zieht (in die Nähe von Sodom und Gomorra), wohnt Abram weiter im Lande Kanaan in der Nähe von Hebron. Nach ihrer Trennung erhält Abram von Gott die Verheißung reicher Nachkommenschaft (so Gen 13,15–18 ) und großen Landbesitzes in Kanaan. Nachdem sein Neffe Lot infolge einer kriegerischen Verwicklung Sodoms durch Kedor-Laomer von Elam gefangen genommen worden ist, befreit ihn Abram mit seinen Männern – 318 an der Zahl. Auf dem Rückweg wird er durch Melchisedek von Salem (d. h. Jerusalem) gesegnet, und er entrichtet ihm den Zehnten (Gen 14 ). Dem König von Sodom übergibt er dessen zurückeroberte Beute vollständig, obwohl dieser ihn beschenken möchte:

„Keinen Faden und keinen Schuhriemen, nichts von allem, was dir gehört, will ich behalten. Du sollst nicht behaupten können: Ich habe Abram reich gemacht. Nur was meine Leute verzehrt haben und was auf die Männer entfällt, die mit mir gezogen sind, auf Aner, Eschkol und Mamre, das sollen sie als ihren Anteil behalten.“

### Gen 15
Gott bekräftigt daraufhin die dauerhafte Zusage von Nachkommen und Land durch einen feierlichen Bundesschlussritus (Gen 15 ). Abraham zweifelt, wie die Verheißungen in Erfüllung gehen sollen:

„Nach diesen Ereignissen erging das Wort des Herrn in einer Vision an Abram: Fürchte dich nicht, Abram, ich bin dein Schild; dein Lohn wird sehr groß sein. Abram antwortete: Herr, mein Herr, was willst du mir schon geben? Ich gehe doch kinderlos dahin, und Erbe meines Hauses ist Eliëser aus Damaskus. Und Abram sagte: Du hast mir ja keine Nachkommen gegeben; also wird mich mein Haussklave beerben. Da erging das Wort des Herrn an ihn: Nicht er wird dich beerben, sondern dein leiblicher Sohn wird dein Erbe sein. Er führte ihn hinaus und sprach: Sieh doch zum Himmel hinauf und zähl die Sterne, wenn du sie zählen kannst. Und er sprach zu ihm: So zahlreich werden deine Nachkommen sein. Abram glaubte dem Herrn, und der Herr rechnete es ihm als Gerechtigkeit an. Er sprach zu ihm: Ich bin der Herr, der dich aus Ur in Chaldäa herausgeführt hat, um dir dieses Land zu eigen zu geben. Da sagte Abram: Herr, mein Herr, woran soll ich erkennen, dass ich es zu eigen bekomme?“

In der Nacht spricht Gott zu Abram und lässt ihn wissen, dass seine Nachfahren 400 Jahre lang aus dem Land vertrieben und in Knechtschaft leben, dann aber mit Reichtum nach Kanaan zurückkommen werden. Am nächsten Tag bestätigt Gott seine Zusage noch einmal:

„An diesem Tag schloss der Herr mit Abram folgenden Bund: Deinen Nachkommen gebe ich dieses Land vom Grenzbach Ägyptens bis zum großen Strom Eufrat, (das Land) der Keniter, der Kenasiter, der Kadmoniter, der Hethiter, der Perisiter, der Rafaiter, der Amoriter, der Kanaaniter, der Girgaschiter, der Hiwiter und der Jebusiter.“

### Gen 16
Sarai, Abrams Frau, ist kinderlos. Sie fordert Abram gemäß dem auch anderweitig bezeugten Rechtsbrauch auf, ihre junge Sklavin Hagar zu nehmen. Mit ihr zeugt Abram seinen ersten Sohn Ismael (Gen 16 ), nachdem er etwa zehn Jahre in Kanaan gewohnt hat. Als Hagar schwanger ist, kommt es zu Auseinandersetzungen zwischen Hagar und Sarai. Hagar flieht daraufhin in die Wüste, wo ihr jedoch ein Engel Gottes erscheint und mitteilt, dass sie wieder zu Sarai gehen soll (Gen 16,9 ) und aus ihrem Sohn eine sehr große Nachkommenschaft entstehen wird. Ihren Sohn, der ein wilder, streitbarer Mensch sein wird, soll sie Ismael nennen. Abram ist 86 Jahre alt, als Hagar Ismael zur Welt bringt.

### Gen 17
Abraham heißt ursprünglich Abram, hebräisch אַבְרָם Avram, mit der Bedeutung „der Vater ist erhaben“ oder „er ist erhaben in Bezug auf seinen Vater“. Der Gott Israels ändert den Namen zu Abraham, was in Gen 17,5  als „Vater der Menge an Völkern“ gedeutet wird. Dabei handelt es sich nicht um eine wörtliche Übersetzung, sondern um eine Volksetymologie. Die Umbenennung dient so der biblischen Erzählung als Hinweis auf den Beginn des Bundes Gottes mit den Israeliten.
Als Abram 99 Jahre alt ist, bekräftigt Gott seinen Bund mit ihm und fordert von ihm und seinen Nachkommen fortan das Zeichen der Beschneidung. Gott sagt ihm, dass er ihn segne und er ein Vater vieler Völker sein werde, und gibt Abram (אַבְרָם) und seiner Frau Sarai (שָׂרַי) neue Namen: Abraham (אַבְרָהָם) und Sara (שָׂרָה) (Gen 17 ). Gott verspricht, dass er Sara segnen wolle und sie ihm innerhalb eines Jahres einen Sohn zur Welt bringen werde. Des Weiteren verheißt er, dass aus ihr Völker und Könige hervorgehen sollen. Den Sohn seiner Frau Sara solle er Isaak nennen („er lacht/lächelt“), denn mit Isaak wolle Gott seinen ewigen Bund aufrichten. Gott verspricht Abram auch, Ismael zu segnen und zu einem großen Volk zu machen.

### Gen 18–19

#### Gen 18: Die Mamre-Episode

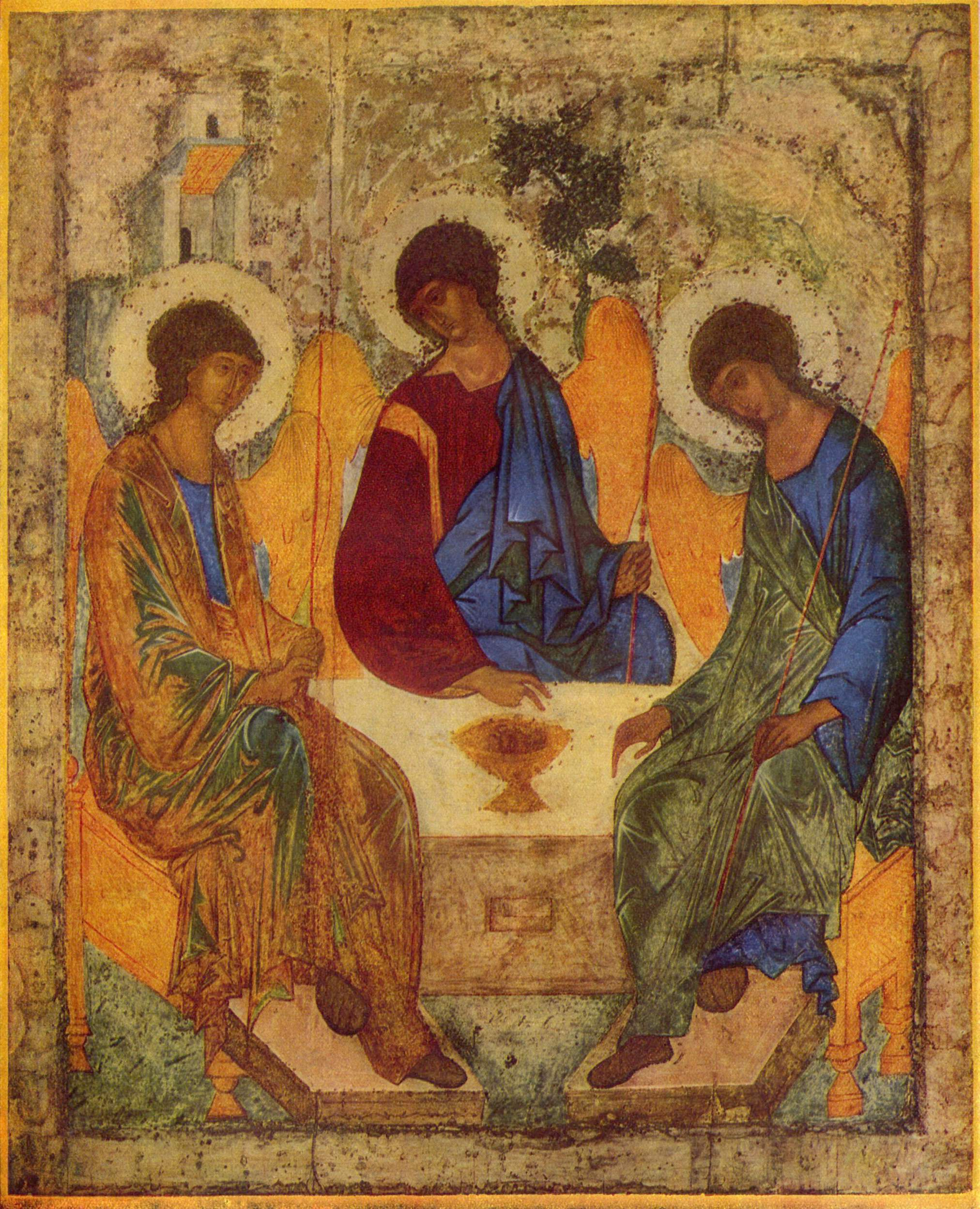
Andrej Rublëv

Gott kommt in Gestalt dreier Männer zu Abraham auf Besuch (Gen 18,1–15). Auf die Beschreibung von Abrahams Gastfreundschaft folgt eine Ankündigungs-Szene, die fünf Hauptaspekte enthält:
- die Ankündigung eines Sohnes für Sara (V. 9–10)
- Saras skeptisches inneres Lachen (V. 10–12)
- Adonais Tadel: „Warum hat Sara gelacht?“ (V. 13–14)
- Saras Leugnung (V. 15a)
- Adonais Tadel: „Doch, du hast gelacht“ (V. 15b)

Zunächst wird Abraham als der ideale Gastgeber dargestellt, der das Beste gibt, was er hat (darunter Fußwaschungen, Wasser, ein Kalb, Rahm, Milch, …). Die Besucher belohnen Abrahams Großzügigkeit mit der Verheißung eines Sohnes, über den allerdings nichts ausgesagt wird, außer dass er geboren werden wird. Das Lachen, das menschlichen Zweifel in göttliche Verheißungen besonders hervorhebt, ist ein zentrales Motiv in der Szene und bereitet die Namensgebung Isaaks (יצְחָק = er lacht) vor. Der Grund des Zweifels liegt im fortgeschrittenen Alter der beiden künftigen Eltern. Offen bleibt, ob Abraham und Sara der Verheißung Glauben schenken oder nicht. Die Erfüllung der Kindes-Verheißung wird nicht wie sonst teilweise üblich direkt im Anschluss erzählt, sondern erst in Gen 21.

#### Gen 18–19 Sodom und Gomorra
Gott spricht mit Abraham über die Sünden, die in Sodom und Gomorra geschehen sind. Abraham bittet Gott, Sodom zu verschonen, sollten dort gerechte Menschen leben. Zuerst bittet er, die Stadt zu verschonen, wenn es dort fünfzig gerechte Menschen geben sollte. Als Gott einwilligt, handelt er die Zahl nach und nach bis auf zehn gerechte Menschen herunter. Doch kurze Zeit später muss Abraham mit ansehen, wie im Gebiet von Sodom und Gomorra der Rauch wie von einem Schmelzofen aufsteigt, als die Gegend von Gott zerstört wird (Gen 18–19 ). Lot und seine Familie werden von zwei Engeln mit Gewalt aus der Stadt gedrängt, um dem Untergang zu entgehen. Auf der Flucht erstarrt Lots Frau zu einer Salzsäule, weil sie dem Gebot der Engel, sich nicht umzusehen, nicht gehorcht hat.

### Gen 20
Abraham zieht mit seiner Frau nach Gerar. Dort gibt er wieder (wie in Gen 12) seine Frau als Schwester aus. Auch hier nimmt der König des fremden Orts, Abimelech, Sara zu sich. Allerdings erscheint Gott Abimelech im Traum, um ihn zu warnen. Gott teilt ihm auch die ganze Wahrheit mit, dass es sich bei Sara um Abrahams Frau handelt. Abimelech betont seine Unschuld, die ihm Gott auch bestätigt. Daher verschont Gott Abimelech, vor allem, weil Abimelech Sara wieder Abraham zurückgibt und ihm das großzügige Angebot macht, in seinem Land zu wohnen, wo er möchte. Abrahams Fürbitte heilt Abimelech und die Frauen seines Königshofs von der Zeugungs- oder Gebärunfähigkeit. Zuletzt schließen Abimelech und Abraham einen Friedensbund miteinander.

### Gen 21
Wie vorhergesagt, wird Sara schwanger und gebiert Isaak, als Abraham einhundert Jahre alt ist (Gen 21,1–5 ). Da sich Ismael über Isaak lustig macht, werden er und Hagar, auf Saras Wunsch, von Abraham weggeschickt. Sara wünscht nicht, dass beide Söhne gemeinsam erben. Zuerst ist Abraham unwillig, doch als ihm nachts ein Engel erscheint, der Saras Wunsch bestätigt und ihm verspricht, auch aus Ismael ein großes Volk zu machen (Gen 21,12–13 ), gibt er nach und schickt Hagar und Ismael mit Proviant fort.

### Gen 22
Die biblische Erzählung von Abraham findet einen Höhepunkt in der Bindung Isaaks, als Gott Abraham befiehlt, seinen Sohn zu opfern. Damit wird der Glaube Abrahams auf eine harte Probe gestellt. Tatsächlich sendet Gott jedoch im letzten Augenblick einen Widder, den Abraham an Stelle seines Sohnes opfert, und bestätigt ihm die früheren Verheißungen mit einem Schwur (Gen 22 ). Die „Bindung Isaaks“ findet auf einem Berg im Land Moria statt. Nach jüdischer Überlieferung handelt es sich hierbei um den Tempelberg in Jerusalem.

### Gen 23–25
Nach Gen 25,1  nimmt Abraham Ketura zur Frau. Diese gebar ihm Simran und Jokschan, Medan, Midian, Jischbak und Schuach (Gen 25,2 ). Abraham stirbt nach Gen 25,7–10  im Alter von 175 Jahren und wird in der Höhle Machpela bestattet, wo er zuvor bereits Sara begraben hatte (Gen 23 ).

### Josua 24
„2 sprach Josua zum ganzen Volk: So spricht der HERR, der Gott Israels: Eure Väter wohnten vorzeiten jenseits des Stroms, Terach, Abrahams und Nahors Vater, und dienten andern Göttern. 3 Da nahm ich euren Vater Abraham von jenseits des Stroms und ließ ihn umherziehen im ganzen Land Kanaan und mehrte sein Geschlecht und gab ihm Isaak.“

Auch hier gibt es einen Geschichtsrückblick. Diesmal kommen zunächst Abrahams Vorfahren in den Blick, und zwar als Götzendiener. Mit der Erwähnung Terachs wird die Genealogie aus Gen 11,27ff aufgegriffen. Die Wendung „jenseits des Stroms“ deutet Gen 12,1 aus der Perspektive von 24,7. Die verschiedenen Aufenthaltsorte aus Gen 12–13 werden hier prägnant darin zusammengefasst, dass Abraham in Land Kanaan umherzieht. Darüber hinaus wird auf die Mehrungsverheißung angespielt.

### Jesaja

#### Jesaja 51
„Schaut Abraham an, euren Vater, und Sara, von der ihr geboren seid. Denn als einen Einzelnen berief ich ihn, um ihn zu segnen und zu mehren.“

In Jes 51,1–8 ist eine Gottesrede, die Heil ankündigt. Dabei steht stärker das Thema der Mehrung im Vordergrund (und nicht so sehr das Thema Landbesitz wie in Ez 33). Abraham wird zur Beispielfigur für Gottes Heilshandeln. Der Blick auf ihn soll vergewissern, dass aus wenigen viele werden können, so wie es schon bei Abraham und bei Sara der Fall war. Sara ist in dem Fall aber noch im Prozess des Gebärens, also Gott ist gerade dabei, Segen und Mehrung zu verwirklichen. In Jes 51 wird die Einheit des Gottesvolks betont, deren gemeinsame Identität in „eurem Vater“ Abraham besteht.

#### Jesaja 41
„Du aber, Israel, mein Knecht, Jakob, den ich erwählt habe, du Same Abrahams, meines Geliebten“

In Jes 41,8–13 kommt das Thema der Erwählung ins Spiel. Anstatt der sonst geläufigen Anrede Jakob-Israel ist hier vom „Samen Abrahams“ (= Nachkommenschaft Abrahams) die Rede. Abraham dient hier als exemplarischer Fremder und wird so zum Vorbild der Zerstreuten. Ebenso wie er den Ruf zum Aufbruch ins Land gefolgt ist, so sollen nun auch die durch das Exil Vertriebenen wieder in ihre Heimat zurückkehren. Der „Same“ ist durch eine besondere Gottesliebe gekennzeichnet, wie auch schon Abrahams Gottesliebe durch seine Tora-Frömmigkeit hervorgehoben wurde (In Gen 18,6 hält er sich an Speisevorschriften, in 14,20 entrichtet er den Zehnten, in 24 nimmt er Rücksicht auf das Mischehenverbot und außerdem wird sein Gehorsam in 22 und 26,3.5 besonders deutlich).

#### Jesaja 29
„22 Darum spricht der HERR, der Abraham erlöst hat, zum Hause Jakob: Jakob soll nicht mehr beschämt dastehen, und sein Antlitz soll nicht mehr erblassen. 23 Denn wenn sie sehen werden die Werke meiner Hände – ihre Kinder – in ihrer Mitte, werden sie meinen Namen heiligen; sie werden den Heiligen Jakobs heiligen und den Gott Israels fürchten. 24 Und die, welche irren in ihrem Geist, werden Verstand annehmen, und die, welche murren, werden sich belehren lassen.“

#### Jesaja 63
„Bist du doch unser Vater; denn Abraham weiß von uns nichts, und Israel kennt uns nicht. Du, HERR, bist unser Vater; »Unser Erlöser«, das ist von alters her dein Name.“

Im Gebet Jes 63,7 – 64,11 wird zur Vaterschaft Abrahams und Jakob-Israels kritisch Stellung genommen: Der Text weiß zwar um die Abstammung, will sich aber von ihr lösen und sich allein an Gott binden, der als Exodus-Erlöser-Gott nützlicher scheint als die Väter, die sich nicht um ihre Söhne kümmern.

### Ezechiel 33
In Ez 33,23–29 wird eine Gottesrede im Stil eines Disputationsworts gegen die Judäer dargestellt. Die Judäer wollen ihre Besitzansprüche auf das Land über die Identitätsfigur Abraham vergewissern, aber die Gottesrede lehnt dies ab.

„23 Und des HERRN Wort geschah zu mir: 24 Du Menschenkind, die Bewohner jener Trümmer im Lande Israels sprechen: Abraham war ein einzelner Mann und nahm dies Land in Besitz; wir aber sind viele, uns ist das Land zum Eigentum gegeben. 25 Darum sprich zu ihnen: So spricht Gott der HERR: Ihr habt Blutiges gegessen und eure Augen zu den Götzen aufgehoben und Blut vergossen – und ihr wollt das Land besitzen? 26 Ihr verlasst euch auf euer Schwert und übt Gräuel, und einer schändet die Frau des andern – und ihr wollt das Land besitzen? 27 So sprich zu ihnen: So spricht Gott der HERR: So wahr ich lebe, sollen alle, die in den Trümmern wohnen, durchs Schwert fallen, und die auf freiem Felde sind, will ich den Tieren zum Fraß geben, und die in den Festungen und Höhlen sind, sollen an der Pest sterben. 28 Denn ich will das Land ganz verwüsten und seiner Hoffart und Macht ein Ende machen, dass das Gebirge Israel so zur Wüste wird, dass niemand mehr hindurchzieht. 29 Und sie sollen erfahren, dass ich der HERR bin, wenn ich das Land ganz verwüste um aller ihrer Gräuel willen, die sie verübt haben.“

Darin spiegelt sich wohl der Konflikt zwischen den Judäern, die im Land geblieben sind und es unter Berufung auf Abraham für sich beanspruchen, und denen, die durch die Deportation ins babylonische Exil eine Gola-Gemeinschaft bilden und den Verbliebenen den Landanspruch streitig machen.

### Micha 7
„18 Wo ist solch ein Gott, wie du bist, der die Sünde vergibt und erlässt die Schuld denen, die geblieben sind als Rest seines Erbteils; der an seinem Zorn nicht ewig festhält, denn er hat Gefallen an Gnade! 19 Er wird sich unser wieder erbarmen, unsere Schuld unter die Füße treten und alle unsere Sünden in die Tiefen des Meeres werfen. 20 Du wirst Jakob die Treue halten und Abraham Gnade erweisen, wie du unsern Vätern vorzeiten geschworen hast.“

### Psalm 105
„6 du Geschlecht Abrahams, seines Knechts, ihr Söhne Jakobs, seine Auserwählten! …
8 Er gedenkt ewiglich an seinen Bund, an das Wort, das er verheißen hat für tausend Geschlechter, 9 an den Bund, den er geschlossen hat mit Abraham, und an den Eid, den er Isaak geschworen hat. …
42 Denn er gedachte an sein heiliges Wort und an Abraham, seinen Knecht.“

In Ps 105 taucht neben dem Erwählungsmotiv auch Gottes Bundesschluss mit Abraham auf. Die ganze Volksgeschichte wird als Produkt dessen dargestellt, dass Gott sich an den Bund erinnert. Die Landverheißung an Abraham wird hier zum entscheidenden Motor der Volksgeschichte.

### Nehemia 9
„HERR, du bist Gott, der du Abram erwählt hast und ihn aus Ur in Chaldäa geführt und Abraham genannt hast“

Im Geschichtsrückblick des Bußgebets aus Neh 9 wird Abraham aufgegriffen. Er scheint aber weniger für das Thema der Mehrung, sondern eher für das der Landnahme in Anschluss an den Exodus relevant zu sein. Auch die Vaterbezeichnung für Abraham wird in diesem Zusammenhang vermieden. Von den Erzvätern wird nur Abraham genannt.

### 2. Chronik 20
„Hast du, unser Gott, nicht die Bewohner dieses Landes vertrieben vor deinem Volk Israel und hast es den Nachkommen Abrahams, deines Freundes, gegeben für immer?“

## Historische Einordnung
Außerhalb der biblischen Erzählungen und davon abhängigen Traditionen gibt es keine Nachweise für die Existenz Abrahams. Die in den Abrahamserzählungen erwähnten historischen Verhältnisse erlauben auch keine eindeutigen Rückschlüsse auf den zeitgeschichtlichen Hintergrund der biblischen Erzählungen. Die Archäologen Israel Finkelstein und Neil A. Silberman verweisen auf einige Anachronismen im Text, die darauf schließen lassen, dass die Erzählungen in einer späten Zeit entstanden sein könnten. Die Zeit, in welcher die Abraham-Erzählungen des Tanach stattfinden, wird im Allgemeinen mit dem Beginn des 2. Jahrtausends v. Chr. angesetzt.
2021 stellte Alexander Rauch den Namen Abram als spätere mythologische Etymologie zur Diskussion: „Av“ (Ab-) = Vater, „ram“ = Hoch/erhaben/groß. Also im Sinne von Urvater (der Stämme). Auch die Altersangaben erklärt er für die vor- und nachabrahamitischen Epochen dahingehend, dass in speziell dieser Zeitspanne eine doppelte Jahreszählung angenommen werden müsste, entsprechend der zur Zeit der Bibelredaktion bereits zweimaligen jüdischen „Neujahrsfeste“ im Frühling und Herbst. Danach hätte Sara mit 45 Jahren geboren, was damals bereits als Wunder gesehen werden konnte. Dies ginge auch zusammen mit den Erkenntnissen von Finkelstein und Silbermann. Erst in späterer Epoche (Salomon/Kohelet) finden wir dann die heute übliche Menschenalters-Angabe von „70 bis 80“ Jahren. Dagegen seien die frühen biblischen Gestalten (Methusalem) auffallend mit einem etwa zehnfachen Jahresalter genannt. Auch die hundertfach in Bibeltexten genannten „40“ Jahre erklärt Rauch aus dem nur in semitischem Sprachraum verstehbaren Deutung als „sehr viele“ (Hebräisch arba=vier, arbaim=vierzig, arbe=viel, h‘arbe= sehr viel).

## Im Christentum

### Im Neuen Testament

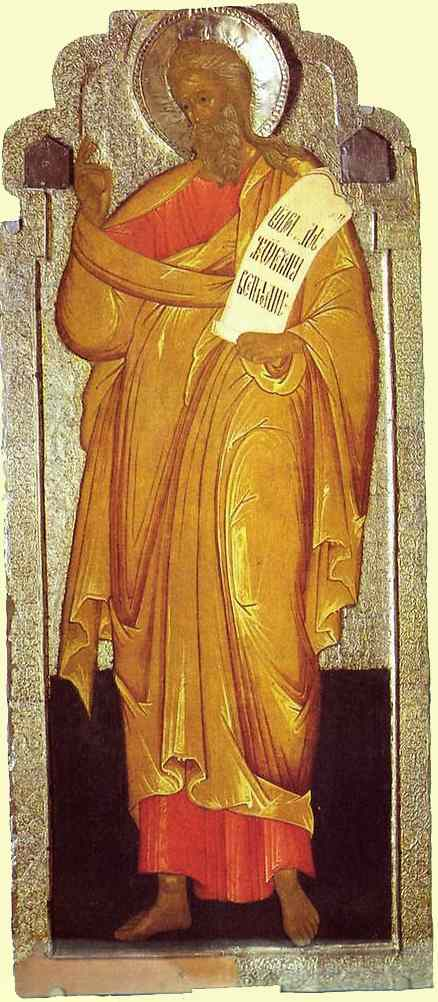
Russische Ikone (17. Jahrhundert)

Abraham wird im Neuen Testament in zwei abweichenden Stammlinien Jesu aufgeführt. Das Evangelium nach Matthäus (Mt 1,1–17 ) nennt 41 Namen, das Evangelium nach Lukas Lk 3,23–38  nennt je nach Version 56 oder 57 Namen. Abraham erscheint darüber hinaus an vielen Stellen als Vorbild und „Vater des Glaubens“ (Mt 3,9 ).
Das Evangelium nach Lukas stellt Abraham im Gleichnis vom reichen Mann und dem armen Lazarus vor als Vater der im Leben Benachteiligten (Lk 16,19–31 ). Der arme Lazarus wird nach seinem Tod „in Abrahams Schoß“ (Lk 16,22 ) aufgenommen.
Im Evangelium nach Johannes (Joh 8,33–58 ) scheiden sich am rechten Verhältnis zu Abraham die Geister zwischen dem jüdischen Jesus und einigen Gegnern, die ihn verfolgen.
Im Brief des Paulus an die Römer (Röm 4,1–25 ) wird Abraham als Schlüsselfigur paulinischer Theologie greifbar. Paulus zufolge wurden Abraham die göttlichen Verheißungen nicht wegen seiner „Gesetzeswerke“, sondern durch „Glaubensgerechtigkeit“ zuteil (Röm 4,13 ).
Darüber hinaus sind auch die Gestalten der Sara und Hagar im Galaterbrief des Paulus zum Anlass ausführlicher Auslegungen zum Thema „Gesetz und Freiheit“ geworden (Gal 4,21–31 ). Darin wird Ismael, der Sohn Hagars, mit Knechtschaft und fleischlicher Existenz verbunden, während Isaak, der Sohn Saras, als „Kind der Verheißung“ und der Freiheit gesehen wird. Damit stehe Isaak für das befreite Christentum, Ismael jedoch für das weiterhin in Knechtschaft existierende Judentum.
Im Brief an die Hebräer (Heb 11,8–19 ) stellt der Verfasser Abraham als einen Glaubenszeugen dar, der in seinem Leben nie an der Kraft des Glaubens zweifelte.

### In der evangelischen Literarkritik

#### Blum: Die Komposition der Vätergeschichte

Skizze literarkritischer Hypothesen zu Abraham

Der evangelische Alttestamentler Erhard Blum hat sich ausführlich mit der Literarkritik der Vätergeschichte beschäftigt. Für die Abrahamserzählung nimmt Blum drei Stufen an:
1. vordeuteronomistische Komposition
2. D-Bearbeitungen
3. priesterliche Schicht

Die vordeuteronomistische Komposition
Die Abraham-Lot-Erzählungen (Gen 13; 18–19) rechnet er zur vor-exilischen Komposition. Bei der Datierung von Gen 12,10–20 (Gefährdung der Ahnfrau) legt sich Blum nicht genau fest, allerdings geht er davon aus, dass Gen 12,10–20 älter ist als die anderen beiden Varianten in Gen 20 und Gen 26. Gen 12,10–20 behandelt er zusammen mit den Ismaelerzählungen und Genesis 22 im Kapitel zu der vordeuteronomistischen exilischen Komposition. Die Erzählung von Hagar in Gen 16 diene als Vorerzählung von der Vertreibung Ismaels in Gen 21,8ff. Aufgrund der Parallelen von Gen 21,8ff. und Gen 22 nimmt Blum an, dass Gen 21,8ff. auf Gen 22 hin erzählt ist: Die Vertreibung Ismaels sei dann eine Art „Generalprobe“ für die Bindung Isaaks in Gen 22. In Gen 16 seien die Verse 3 und 16 spätere Zusätze von P mit den für die Priesterschrift typischen chronologischen Angaben. Gen 16,15 habe zwar keinen P-Charakter, aber sei trotzdem eine spätere Ergänzung. Gen 16,9–10 seien spätere Ergänzungen desjenigen Redaktors, der eine Rückkehr Hagars einfügen muss, um eine Voraussetzung für Gen 21,8ff. zu schaffen. Die Verheißungen in Gen 16,11f. passen nicht zu bisherigen Verheißungen, liegen aber für Blum auch nicht in derselben Schicht wie Gen 16,9f. Gen 16,11f. enthalten für Blum den ätiologischen Skopus derjenigen, zu deren ethnischer Realität die Ismaeliten gehören. Eine Entstehung von Gen 22 vor dem 7. Jahrhundert hält Blum für unwahrscheinlich, er rechnet frühestens mit der späten Königszeit, jedenfalls noch vor der systematischen deuteronomischen Tradition. Zuletzt ordnet Blum noch die Itinerar-Notizen über Aufenthaltsorte und Altarbau-Notizen (12,4–9; 13,18; 21,33) in die vordeuteronomistische Komposition ein. Die Altarbaunotizen sind für Blum keine Ätiologien, weil Abraham nicht opfert, sondern nur den Namen Adonais anruft. Dies spiegle die Erfahrung einer Zeit nach 587, in der es keine eigene Opferstätten mehr gab.
D-Bearbeitungen: Zu den D-Bearbeitungen zählt Blum die Verheißungen (Gen 12,1–3.7; 13,16b; 15,1–7.18; 16,10; 21,13.18b; 22,15–18), außerdem 22,20–24 und Rebekka (Gen 24). Daneben zählt Blum Gen 18,17–19.22b–32; 20; 21,22ff. zu Texten, die der D-Überlieferung nahestehen.
Die priesterliche Schicht: Neben Gen 17 zählt Blum zu P die Toledot-Rahmen (Gen 11,27ff. Toledot Terachs; 25,12ff. Toledot Ismaels).
Zu sehr späten Nachträgen zählt Blum die Exodusbezüge in Gen 15,13–16 und die Völkerliste in Gen 15,19–21.

#### Gese: Die Komposition der Abrahamserzählung
Hartmut Gese grenzt sich Blum gegenüber insofern ab, als Gese am Jahwisten (J) und Elohisten (E) als vorexilischen Quellen der klassischen Quellentheorie festhält. Im Unterschied zu Blum zieht Gese noch weiter Texte nach vorne (vor das Exil und für Gese damit meist zu J): Gen 12,1–4a.6–9 als Jakobsprolepse (Vorwegnahme der Jakob-Tradition, die Sichem und Bethel Gewicht verleiht), Gen 12,10–13,2 als Exodusprolepse (Vorwegnahme der Exodustradition, die auch vom Pharao aus Ägypten weg zieht nach Kanaan), Gen 13, inkl. V. 13–17 als Eisodusprolepse (Vorwegnahme der späteren Landgabe) und Gen 22,1–14.19 als Zionsprolepse (Vorwegnahme von Tieropfer in Jerusalem). Gese geht davon aus, dass 12,10–20 die älteste Variante der Ahnfrau-Gefährdung darstellt, Gen 20 also jünger ist. In Gen 21 bringt der Jehowist eine späte Variante der Hagar-Ismael-Geschichte, sodass sich Gen 21 zu Gen 16 verhält wie Gen 20 zu Gen 12,10–20.
Das Argument für vor-exilische Abraham-Überlieferungen stellt Ez 33,24 dar: Gese datiert die Stelle auf 597 v. Chr.; diese Stelle impliziert ihr vorausliegende Abraham-Traditionen.
Die deuteronomistische Bearbeitung nennt Gese Jehowist (Je). Zu ihr rechnet Gese Gen 15 als Sinai-Prolepse (Vorwegnahme der Gotteserscheinungen in Rauch und Feuer am Sinai durch die Fackel, die zwischen den von Abraham geteilten Tieren hindurchzieht). Auch verschiedene Einführungsversteile zu den Varianten in Gen 20f. Einig ist sich Gese mit Blum darin, dass die zweite Engelrede an Abraham bei der Bindung Isaaks (22,15–18) aus der eigentlichen Erzählung herausfallen und als spätere Ergänzung einzuordnen ist.
Die Priesterschrift enthält bei Gese abweichend von Blum 16,1a.15 noch zusätzlich als notwendigen Vorbau für Gen 17, außerdem wird noch explizit die Geburt Isaaks, der Machpela-Erwerb sowie das hohe Sterbealter Abrahams zu P gerechnet.
Abschließend wird Gen 24 angehängt, das „überlieferungsgeschichtlich kein frühes Gebilde darstelle“.

#### Köckert: Die Geschichte der Abrahamüberlieferung
Der Berliner Alttestamentler Matthias Köckert datiert im Vergleich zu Blum und Gese noch wesentlich mehr Stoff in die Perserzeit. Das betrifft neben Gen 14, das nach Köckert perserzeitlich sein muss, da es keine Belege der Tradition des Zehnten zur Zeit des ersten Tempels gebe, u. a. den Bund in Gen 15, die Bindung Isaaks (Gen 22), die Ismael- und Abimelech-Episoden sowie die Brautwerbung für Isaak um Rebekka (Gen 24).

### Gedenktage und liturgische Rezeption

#### Gedenktage
- katholisch: 9. Oktober
- orthodox: 9. Oktober
- armenisch: 17. Januar und 26. Dezember
- koptisch: 21. August
- evangelisch: 9. Oktober im Kalender der Lutherischen Kirche – Missouri-Synode

Nicht unter die Gedenktage fällt der sogenannte Abrahamstag, der schlicht eine Bezeichnung für den 50. Geburtstag eines Menschen ist. Ferner gibt es die abrahamitische Ökumene.

#### Abraham in der evangelischen Perikopenordnung
Verglichen mit der alten Perikopenordnung, sind für die neue wesentlich mehr Texte aus der Abraham-Erzählung eingebunden:
| Genesis                                                                                               | Perikopenordnung ab Advent 2018                                                       | Perikopenordnung bis zum Ewigkeitssonntag 2018 |
| --- | ------------------------------------------------------------------------------------- | ---------------------------------------------- |
| 12,1–4a: Abrams Berufung und Zug nach Kanaan                                                          | 5. nach Trinitatis IV (AT)                                                            | 5. nach Trinitatis IV                          |
| 13,1–12(13–18): Abram und Lot trennen sich (Adonai wiederholt seine Verheißung an Abram)              | 21. nach Trinitatis (Predigttext)                                                     | –                                              |
| 14,17–20: Abram wird von Melchisedek gesegnet                                                         | Reminiszere (weiterer Text)                                                           | –                                              |
| 15,1–6: Gott verheißt Abram eine Nachkommenschaft                                                     | 15. nach Trinitatis (Predigttext) und 3.7. oder 21.12. Apostel Thomas (weiterer Text) | –                                              |
| 15,1–18: Gott verheißt Abram Nachkommenschaft und Land, was durch einen Bundesschluss bekräftigt wird | Osternacht (weiterer Text)                                                            | –                                              |
| 16,1–16: Hagar flieht und gebiert Ismael                                                              | Miserikordias Domini VI (Predigttext)                                                 | –                                              |
| 17,1–5(6–8)9–13(23–27): Gott schließt einen Bund mit Abraham und befiehlt die Beschneidung            | Neujahrstag III (AT)                                                                  | Neujahrstag (weiterer Text)                    |
| 18,1–2.9–15: Sohnesverheißung in der Mamre-Episode                                                    | 4. Advent III (Predigttext)                                                           | –                                              |
| 18,16–33: Abrahams Diskussion mit Adonai auf dem Weg nach Sodom                                       | Rogate (weiterer Text)                                                                | 3. nach Trinitatis VI                          |
| 21,8–21: Die Vertreibung Hagars und Ismaels                                                           | 29.9. Erzengel Michael III (AT)                                                       | 2. Advent (weiterer Text)                      |
| 22,1–14(15–19): Die Bindung Isaaks                                                                    | Judika VI (AT) und Osternacht (weiterer Text)                                         | Judika III                                     |

## Identifikation mit Brahma
Nach dem britischen Schriftsteller Godfrey Higgins (1772–1833) und dem in Altertumswissenschaften und Anthropologie studierten amerikanischen Rabbiner Alexander Seinfeld soll Abraham identisch sein mit dem hinduistischen Schöpfergott Brahma, dessen Gemahlin Sarasvati heißt.

## Abraham zugeschriebene Schriften

### Abraham-Apokalypse
Die wahrscheinlich aus dem 1.–2. Jahrhundert stammende Abraham-Apokalypse beschreibt die Himmelfahrt Abrahams. Der ursprünglich aramäische oder hebräische Stoff ist jüdisch mit christlicher Überarbeitung und zählt zu den außerkanonischen jüdisch-christlichen Schriften.

### Testament Abrahams
Das Testament Abrahams ist eine wahrscheinlich im 2. Jahrhundert entstandene pseudepigraphische Schrift, die von einer Himmelsreise Abrahams berichtet, die er vor seinem Tod unternommen haben soll.

### Buch Abraham
Das Buch Abraham ist Bestandteil des Buches Köstliche Perle der Kirche Jesu Christi der Heiligen der Letzten Tage.

## Filme
- Die Bibel – Abraham (Verfilmung von 1993 mit Richard Harris als Abraham und Barbara Hershey als Sarah)

### Christliche Fachlexika
- Robert Martin-Achard: Abraham – I. Im Alten Testament. In: Theologische Realenzyklopädie (TRE). Band 1, de Gruyter, Berlin / New York 1977, ISBN 3-11-006944-X, S. 364–372.
- Klaus Berger: Abraham – II. Im Frühjudentum und Neuen Testament. In: Theologische Realenzyklopädie (TRE). Band 1, de Gruyter, Berlin / New York 1977, ISBN 3-11-006944-X, S. 372–382.
- Rolf P. Schmitz: Abraham – III. Im Judentum. In: Theologische Realenzyklopädie (TRE). Band 1, de Gruyter, Berlin / New York 1977, ISBN 3-11-006944-X, S. 382–385.
- Jan Hjärpe: Abraham – IV. Religionsgeschichtlich. In: Theologische Realenzyklopädie (TRE). Band 1, de Gruyter, Berlin / New York 1977, ISBN 3-11-006944-X, S. 385–387.
- Scherer, Steinmeyer: Abraham, Abram. In: Realencyklopädie für protestantische Theologie und Kirche (RE). 3. Auflage. Band 1, Hinrichs, Leipzig 1896, S. 102–112.
- Thomas Hieke: Abraham. In: Biographisch-Bibliographisches Kirchenlexikon (BBKL). Band 24, Bautz, Nordhausen 2005, ISBN 3-88309-247-9, Sp. 1–49 (Artikel/Artikelanfang im Internet-Archive).